# Taxi a Gibraltar
Taxi a Gibraltar é um filme hispano-argentino escrito e dirigido por Alejo Flah. Protagonizado por Dani Rovira, Joaquín Furriel e Ingrid García-Jonsson, o filme estreou em Espanha a 15 de março de 2019, e na Argentina a 14 de novembro de 2019.
Foi o filme de abertura do Festival de Málaga Cine en Español de 2019.

## Elenco
- Dani Rovira como León, taxista.
- Joaquín Furriel no papel de Diego, criminoso recém-saído da prisão.
- Ingrid García-Jonsson como Sandra.
- María Hervás como Rosario.
- José Manuel Poga como Manchester, prisioneiro de Gibraltar e companheiro de cela de Diego.
- José Troncoso como José Manuel, noivo de Sandra.
- Mona Martínez como juíza de Gibraltar.

## Reconhecimentos
Taxi a Gibraltar foi o filme de abertura do Festival de Málaga Cine en Español de 2019.

## Crítica
A receção do filme pela crítica foi maioritariamente negativa ou medíocre. O mais severo foi Francisco Marinero do diário El Mundo, que o classificou como "um disparate", com uma pontuação de 0 em 5. Javier Ocaña, do El País, descreveu-o como "pouco ou nada divertido". Na imprensa espanhola, apenas Beatriz Martínez do El Periódico de Catalunya o viu com bons olhos, descrevendo-o como uma "viagem divertida" cheia de "clichés linguísticos".
Os utilizadores do FilmAffinity classificam-no com uma média de três estrelas e meia em dez.

## Canções
- «Gibraltar» de Andrés Calamaro.[8]